# Кинтана-Роо
Кинта́на-Ро́о (исп. Quintana Roo [kinˈtana ˈro]), официальное название — Свободный и Суверенный Штат Кинтана-Роо (исп. Estado Libre y Soberano de Quintana Roo) — штат в Мексике, на востоке полуострова Юкатан. На севере и западе граничит со штатами Юкатан и Кампече, на востоке омывается Карибским морем, а на юге граничит с государством Белиз.

## Этимология
Название штата происходит от имени Андреса Кинтана-Роо (1787—1851) — политика, писателя, поэта и журналиста. Он был депутатом и одним из подписантов Декларации независимости Мексики.

## География
Кинтана-Роо находится в переходе между тропическими лесами Петенского бассейна и лиственными лесами северного Юкатана. Рельеф штата пологий и равнинный с наибольшими высотами до 400 м над у.м. Поверхность Кинтана-Роо состоит из осадочных пород. К юго-западу рельеф поднимается и отмечен холмами нагорья Сьерра-Баха (исп. Sierra Baja, на языке майя Puuc) высотой до 60 м. В штате из-за пористости почв почти нет рек, лишь на границе с Белизом протекает Рио-Ондо. Другая река, протекающая по границе с Белизом — Асуль. Другие важные реки штата — Хасс (Jass) к северу от Calderitas; Турбио (Turbio) к востоку от Chiquilá и к югу от острова Holbox; Индио (Indio) к югу от бухты Bahía del Espíritu Santo и Кик (Kik) к северо-востоку от Calderitas. Побережье изобилует лагунами. На территории штата имеются карстовые провалы и подземные реки и озёра. Самые большие такие водоёмы — лагуна Бакалар (Laguna de Bacalar).
Климат в центральных и восточных регионах штата преимущественно тропический, с дождями осенью. На западе тоже тропический, но с летним максимумом осадков. Сухой сезон длится с февраля по май, а сезон дождей с мая по октябрь, хотя часто осадки наблюдаются до января.
Осадков в год выпадает в среднем 1300—1500 мм. Среднегодовая температура +27 °C.

## История

### Доиспанская эпоха

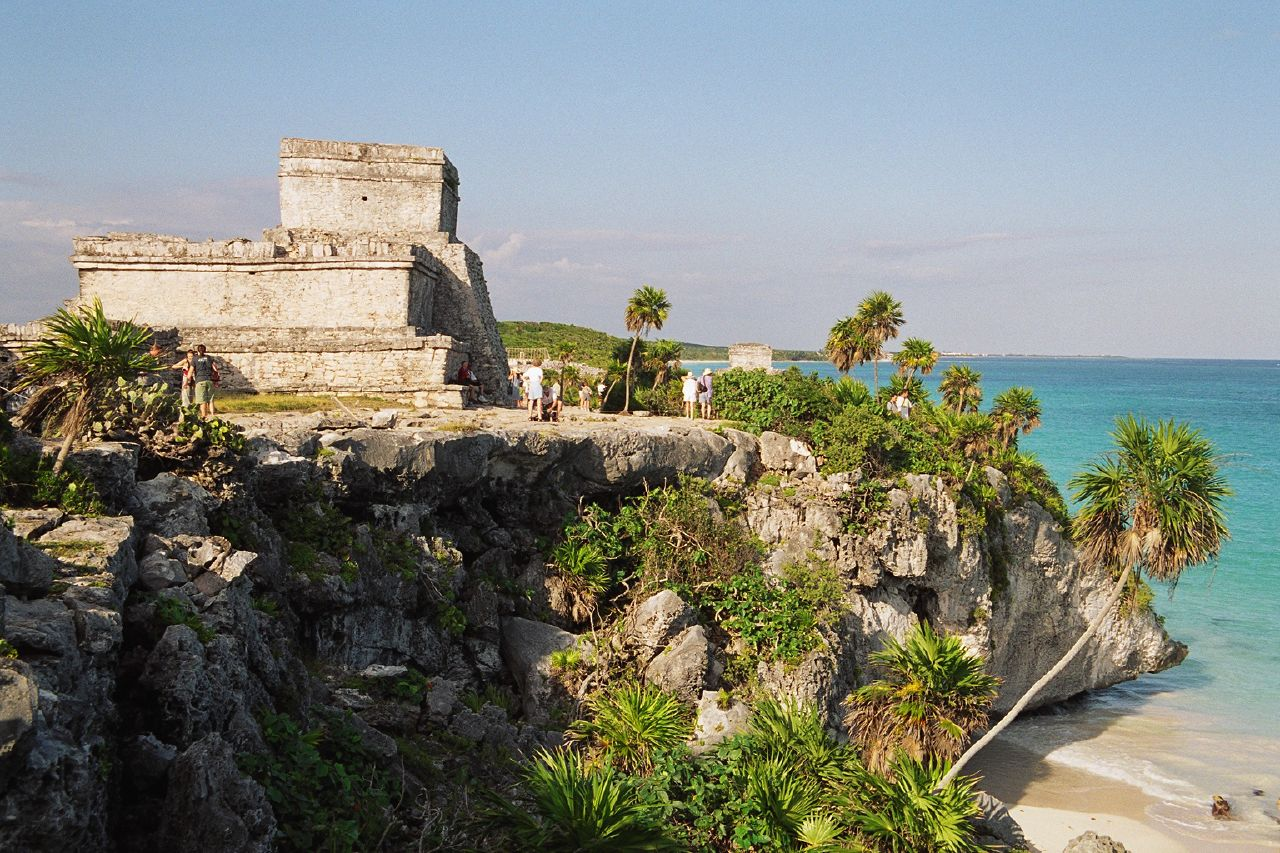
Руины Тулума

Скелет 15-летней девочки, названной Найя (Naia), обнаруженный в затопленной пещере Ойо-Негро (пещерная система Сак-Актун) на полуострове Юкатан, оценивается возрастом 10 976±20 лет (95,4 % доверительный интервал 12 910—11 750 лет до настоящего времени, калиброванная дата). У Найи генетиками была определена митохондриальная гаплогруппа D1. Для скелета человека из пещеры Нахарон, расположенной недалеко от Тулума, получена дата 11 570±65 лет (68 % доверительный интервал 13 571—13 337 лет до настоящего времени, калиброванная дата). Согласно краниометрическим измерениям, череп Чан Хол 3 (Chan Hol 3), как и три других черепа, найденных в пещерах Тулума (Ойо-Негро, Мукнал и Лас-Пальмас),соответствует мезоцефальному типу, в отличие от большинства поезднеплейстоценовых/раннеголоценовых американских черепов, большинство из которых были долихоцефальными. Также мезоцефальным был мужчина Chan Hol 2. Три разных шрама на черепе женщины свидетельствовали о том, что её ударили чем-то тяжёлым и сломали кости черепа. Её череп также имел воронкообразные деформации и деформации тканей, которые, по-видимому, были вызваны бактериальным родственником сифилиса. Её нашли в 140 м от скелета мужчины Чан Хол 2, жившего около 13 тыс. лет до настоящего времени. ДНК из его костей извлечь не удалось. Благодаря отличительным особенностям находок, соавтор исследования Сэмюэл Ренни предположил существование по крайней мере двух морфологически разнообразных групп людей, живших отдельно в Мексике во время перехода от плейстоцена к голоцену.
Уже около 3000 лет назад здесь жили предки народов майя. Данный регион был достаточно плотно населён племенами майя, первыми из которых сюда пришли ица. Здесь были обнаружены такие археологические объекты, как Чакчобен, Chakanbakán, Chamax, Коба, Цибанче, Ichpaatán, Кохунлич, Муйиль, Oxtankah, Танках, Тулум, Tupak, Xel-Há и Xcaret. Позже ица вместе с частью тольтеков и чичимеков создали Лигу Майяпана, которая была своего рода свободным союзом городов майя. В 1194 году Чичен Ица была покинута его жителями, которые ушли в Петен.

### Испанская эпоха
В 1502 году произошли первые контакты майя с европейцами. В то время несколько членов экспедиций Колумба встречались с местными рыбаками.
В 1511 году испанский корабль застрял на отмели у берегов штата. Несколько испанцев из оставшихся в живых были убиты, а двое из них — Гонсало Герреро (Gonzalo Guerrero) и Херонимо де Агилар (Jerónimo de Aguilar) — ассимилировались с местными жителями.
В 1518 году в регион приходят последовательно экспедиции Франциско Эрнандеса де Кордовы (Hernández de Córdoba) и Хуана де Грихальвы (Juan de Grijalba).
В 1519 году Эрнан Кортес (Hernán Cortés) встретил де Агилара в Четумале и взял его с собой.
В 1526 году Франциско де Монтехо (Francisco de Montejo) предлагает королю Карлу V завоевать Юкатан. Полуостров был окончательно взят под испанский контроль после долгой борьбы в 1546.
В XVI и XVII веках побережье часто атаковали пираты Карибского моря.
Первые попытки христианизации туземцев начались в XVIII веке.
Во время Мексиканской войны за независимость на территории региона не происходило сильных столкновений.

### Эпоха независимости
После достижения Мексикой независимости от Испании в 1821 году, долгое время территория современного Кинтана-Роо входила в состав штата Юкатан. В 1840-х годах во время Юкатанской войны рас из региона было изгнано всё неиндейское население и было основано независимое государство индейцев майя с центром в современном Фелипе-Каррильо-Пуэрто. Долгое время регион контролировался жрецами культа «говорящего креста», которые утверждали, что получали указания от расположенного в святилище магического креста. Вплоть до начала двадцатого века мексиканское правительство практически не имело контроля над территорией. В конце XIX века у Юкатана не хватало средств для покорения повстанцев майя, действовавших в восточной части полуострова. Президент Порфирио Диас стремился к экономическому и политическому контролю на границе с Белизом и эксплуатации этих богатых ресурсами земель.
24 января 1902 года президент Порфирио Диас выделил восток Юкатана в отдельную территорию, которая была названа в честь Андреса Кинтана-Роо, одного из отцов мексиканской независимости. В 1910-х годах мексиканская армия в основном подавила сопротивление майя, и в 1915 году Кинтана-Роо вновь был включён в состав штата Юкатан. Но в 1930 году Кинтана-Роо опять стал самостоятельной территорией.
27 сентября 1955 года мощный тропический шторм Janet разрушил ряд городов, в том числе и столичный город Четумаль.
С 1960-х годов в регионе начал развиваться туристический сектор и строиться вся необходимая инфраструктура.
Кинтана-Роо получил статус штата в 1974 году и является ныне самым молодым штатом Мексики. Примерно с того же времени в Канкуне, на Исла-Мухересе и Косумеле начала развиваться туристическая инфраструктура.
В 1990-х годах губернатором штата являлся Марио Вильянуэва-Мадрид, который обвинялся в коррупции и связях с колумбийскими наркоторговцами. Вильянуэва-Мадрид был предметом настолько серьёзных трений между правительствами США и Мексики, что, когда он покинул свой пост 1999 году, против него были выдвинуты обвинения, и он бежал из страны. Лишь в 2001 году он был арестован и возвращён в Мексику, чтобы предстать перед правосудием. С тех пор Кинтана-Роо восстановил свою репутацию и стал ещё популярнее среди туристов.

## Население
Административным центром штата является город Четумаль. Также в штате находятся крупный курортный город Канкун, острова Косумель и Исла-Мухерес, города и поселения Бакалар, Фелипе-Каррильо-Пуэрто, Плая-дель-Кармен, Пуэрто-Хуарес, Акумаль, Пуэрто-Морелос, многочисленные памятники цивилизации майя и национальный парк Сиан Ка’ан.
Штат занимает площадь 44 705,2 км², что составляет 2,3 % от территории Мексики. Численность население 1 857 985 человек (2020). Штат всегда имел наименьшую плотность населения в стране, но в настоящий момент испытывает резкий приток мигрантов из других районов Мексики.

### Крупнейшие населенные пункты
| Населенный пункт       | Испанское наименование | Население (2005) | Население (2020) |
| ---------------------- | ---------------------- | ---------------- | ---------------- |
| Канкун                 | Cancún                 | 880 000          | 888 797          |
| Плая-дель-Кармен       | Playa del Carmen       | 100 383          | 304 942          |
| Четумаль               | Chetumal               | 136 825          | 169 028          |
| Косумель               | Cozumel                | 71 401           | 84 519           |
| Тулум                  | Tulum                  | 14 790           | 33 374           |
| Фелипе-Каррильо-Пуэрто | Felipe Carrillo Puerto | 21 530           | 30 754           |
| Пуэрто-Авентурас       | Puerto Aventuras       | 1 629            | 22 878           |
| Альфредо-Бонфиль       | Alfredo V. Bonfil      | 13 822           | 19 789           |
| Пуэрто-Морелос         | Puerto Morelos         | 1 097            | 19 205           |
| Хосе-Мария-Морелос     | José María Morelos     | 10 424           | 13 332           |
| Исла-Мухерес           | Isla Mujeres           | 11 147           | 13 174           |
| Бакалар                | Bacalar                | 9 833            | 12 527           |

## Муниципалитеты

Административная карта штата Кинтана-Роо

Административно штат подразделяется на 11 муниципалитетов. Семь из них были образованы в 1974 году, при формировании штата Кинтана-Роо. Восьмой муниципалитет — Солидаридад, был основан в 1993 года, а в 2008 году от него был отделен девятый — Тулум. 2 февраля 2011 года, законодательным собранием штата, было утверждено решение о создании десятого муниципалитета — Бакалар, с административным центром в одноимённом городе. В 2015 году было объявлено о создании нового муниципалитета, а 6 января 2016 года был сформирован муниципалитет Пуэрто-Морелос.

## Экономика

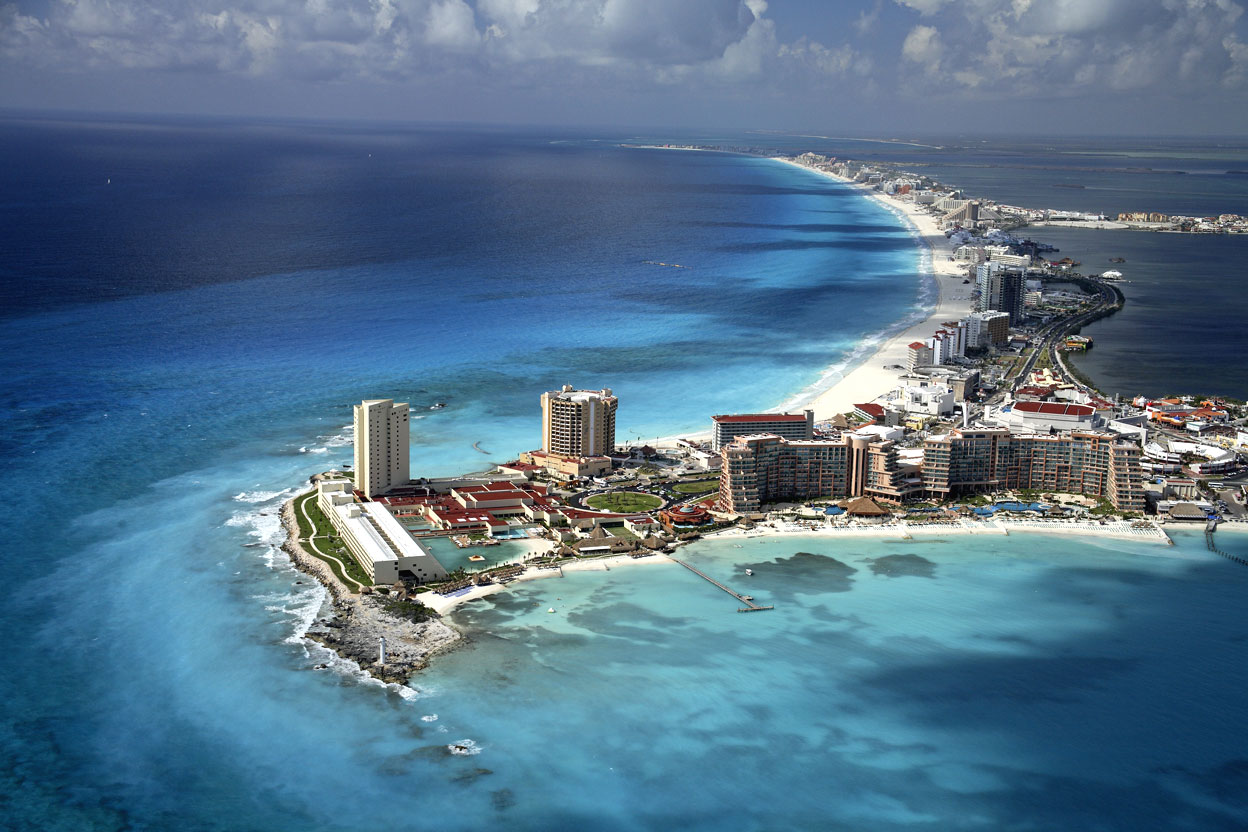
Канкун

Основа экономики Кинтана Роо — туризм (80-90 %). Главный курортный центр Канкун (Cancún). В дополнение к туризму часть населения занята в сельском хозяйстве. Больше всего культивируется рис — 84 % посевных площадей. Выращиваются также фасоль, чили, арахис, томаты, арбузы, соя, сорго, овощи, сахарный тростник, апельсины, папайя, грейпфруты. Разводят крупный рогатый скот, свиней, птицу, производится мёд. Развито рыболовство (креветки, омары, акулы). Третье место в структуре экономики штата занимает промышленность. В основном производится сахар и строительные материалы.
Штат, важной статьей экономики которого является туризм, часто оказывается на пути разрушительных ураганов.

## Герб
Герб Кинтана Роо представляет собой трёхчастный щит. Верхняя половина разделена пополам по вертикали. В правой части на червлёном поле изображён золотой элемент орнамента индейцев майя, изображающий стилизованную ракушку морского моллюска. Он символизирует богатство недр земли и моря. В левой геральдической части на лазоревом поле изображена белая пятиконечная звезда, символизирующая возрождение. В нижней части находятся в золотом поле три зелёных треугольника на такого же цвета подставке. Стилизованные деревья символизируют богатство природы штата. Венчает щит изображение восходящего солнца, количество лучей которого символизирует количество муниципалитетов, на которые делится штат. Герб был принят 1 января 1994 года. Штат Кинтана Роо не имеет официально утверждённого флага. Часто используется белое полотнище с изображением герба в центре.

## Достопримечательности
В подводной пещере Хойо Негро, расположенной на северо-востоке полуострова Юкатан, были обнаружены останки девочки-подростка (Naia), жившей 13—12 тыс. лет назад. Генетический анализ митохондриальной ДНК показал, что она была обладательницей митохондриальной гаплогруппы D1.